# Vitzenburg
Vitzenburg is een plaats en voormalige gemeente in de Duitse deelstaat Saksen-Anhalt, en maakt deel uit van de Landkreis Saalekreis.
Vitzenburg telt 994 inwoners.

## Geschiedenis
Op 1 januari 2004 is de toenmalige zelfstandige gemeente Vitzenburg geannexeerd door de eenheidsgemeente Querfurt.

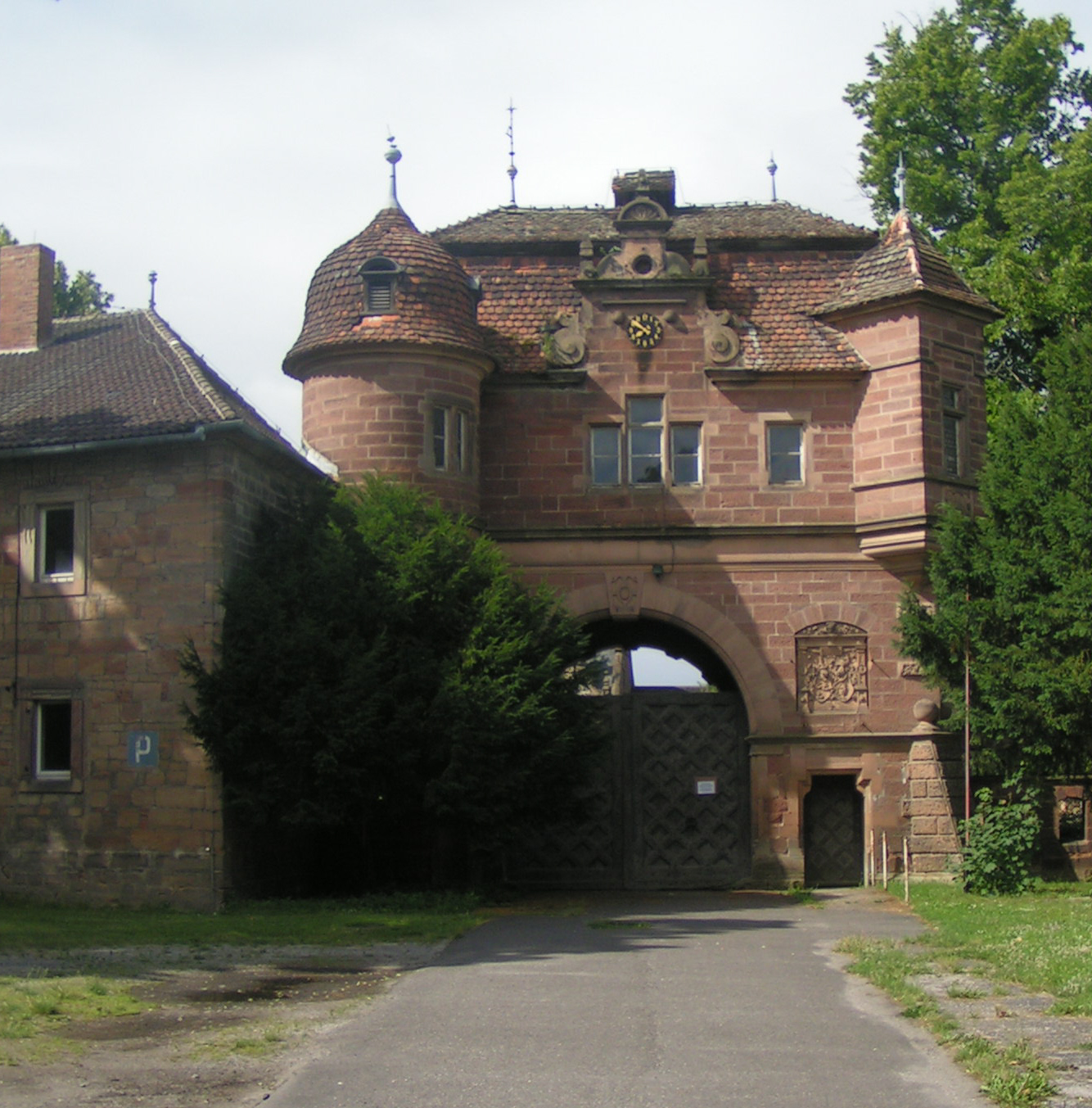
Slot Vitzenburg